# Ґудаутський муніципалітет
Ґудаутський муніципалітет (груз. გუდაუთის მუნიციპალიტეტი, абх. Гәдоуҭа амуниципалитет) — адміністративна одиниця Абхазької Автономної Республіки Грузії. Адміністративний центр — місто Ґудаута. Територія муніципалітету контролюється самопроголошеною невизнаною Республікою Абхазія, на території муніципалітету знаходиться так званий Ґудаутський район цієї самопроголошеної республіки. Згідно із законодавством Грузії, ці території визнаються окупованими Росією.

## Географія

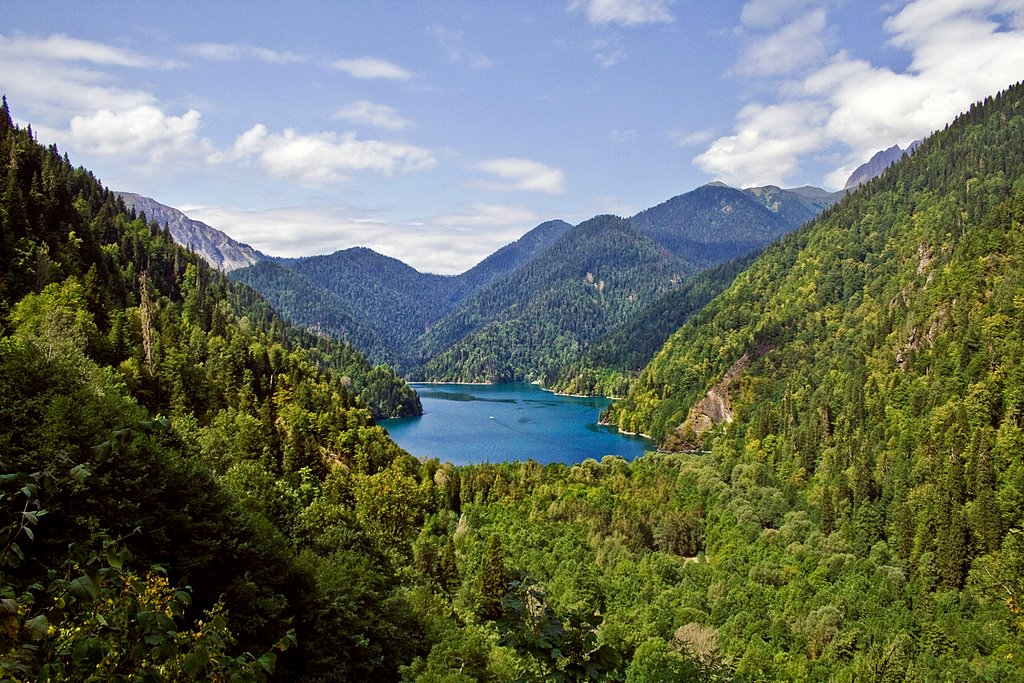
Озеро Велика Ріца, Ріцинський реліктовий національний парк

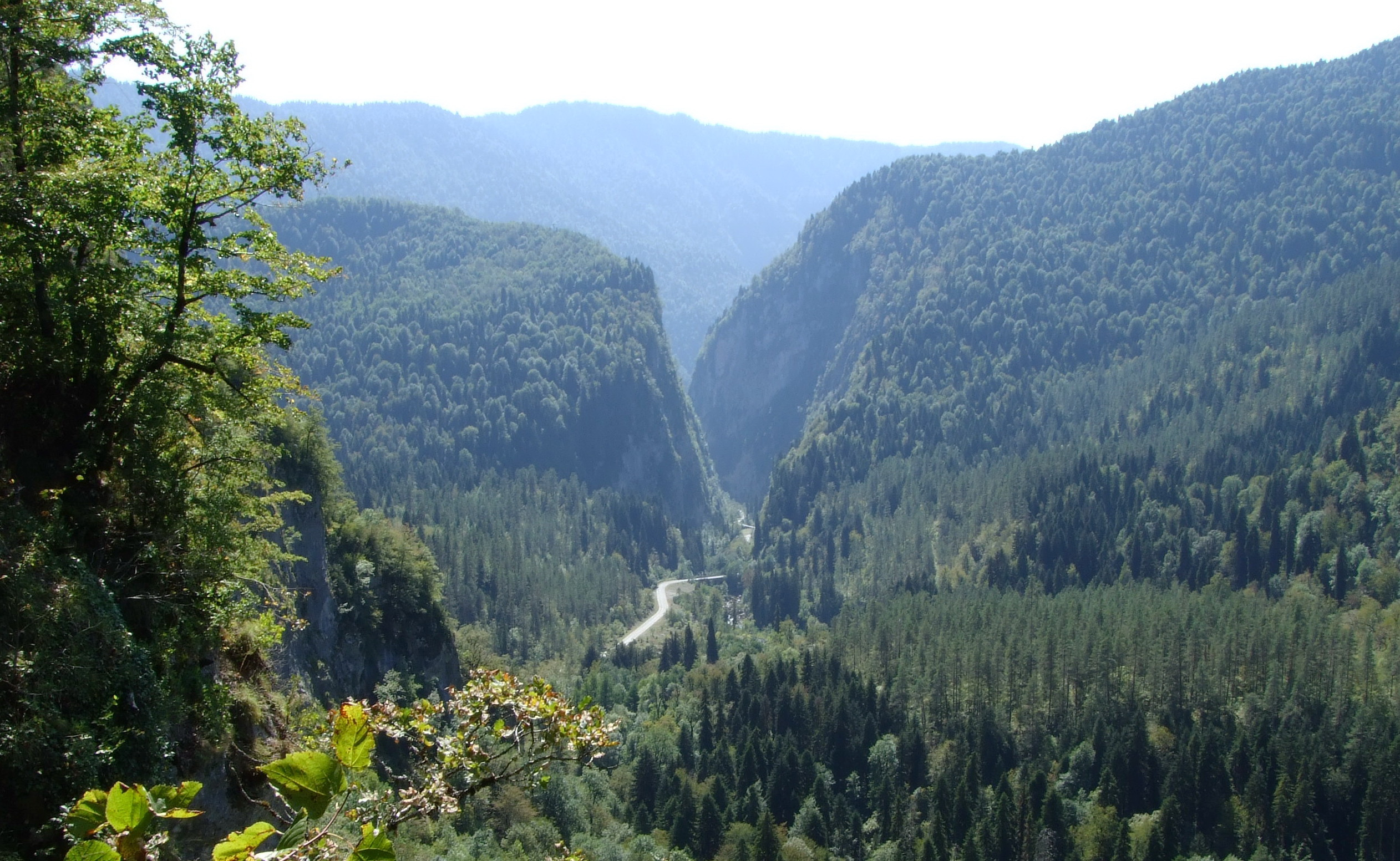
Гори, Ріцинський реліктовий національний парк

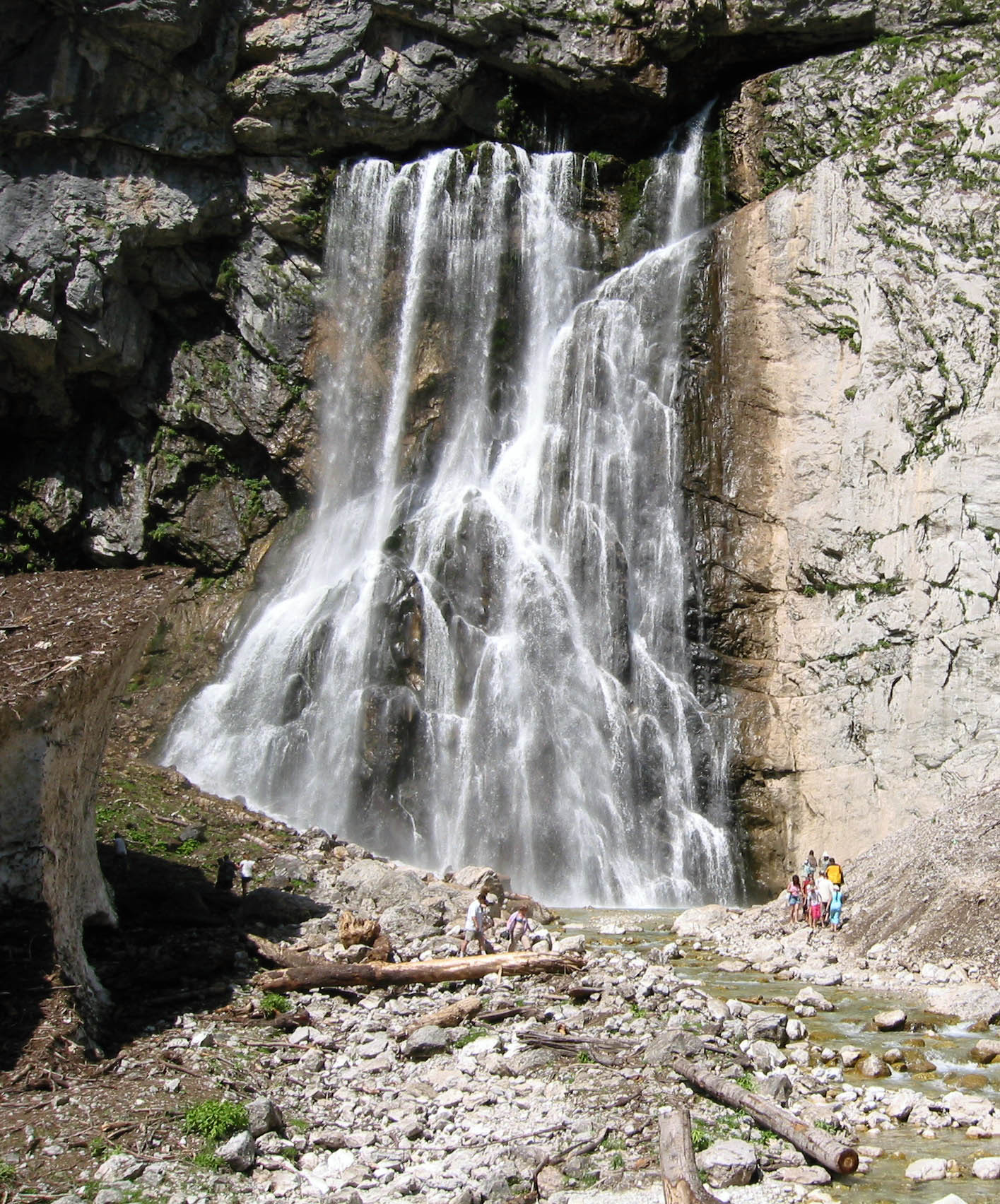
Ґеґський водоспад

Ґудаутський муніципалітет розташований на річці Бзіпі. Через муніципалітет пролягає Бзибський хребет. Населення зосереджене на прибережній рівнинно-передгірній смузі.
На півночі Ґудаутський муніципалітет межує з Краснодарським та Ставропольським краями РФ, на сході з Сухумським муніципалітетом, на заході з Гагрським муніципалітетом, на півдні омивається Чорним морем.
В адміністративному плані муніципалітет складається з двох міст (Ґудаута та Ахалі-Атоні), а також 20 сіл. 

## Природа
На території муніципалітету розташовані Міусерський заповідник та Ріцинський реліктовий національний парк, створений для охорони озер Велика Ріца та Мала Ріца і основних природних ландшафтів.

## Пам'ятки
На території муніципалітету знаходяться:
- Анакопійська фортеця, у містечку Ахалі-Атоні;
- Руїни палацу Шервашидзе, у селі Ліхні;
- Церква Успіння Богородиці, у селі Ліхні;
- Ахалі-Атонська печера;
- Ахалі-Атонська печерна залізниця;
- Ґеґський водоспад;
- Новоафонський монастир;
- Снігова печера.

## Історія

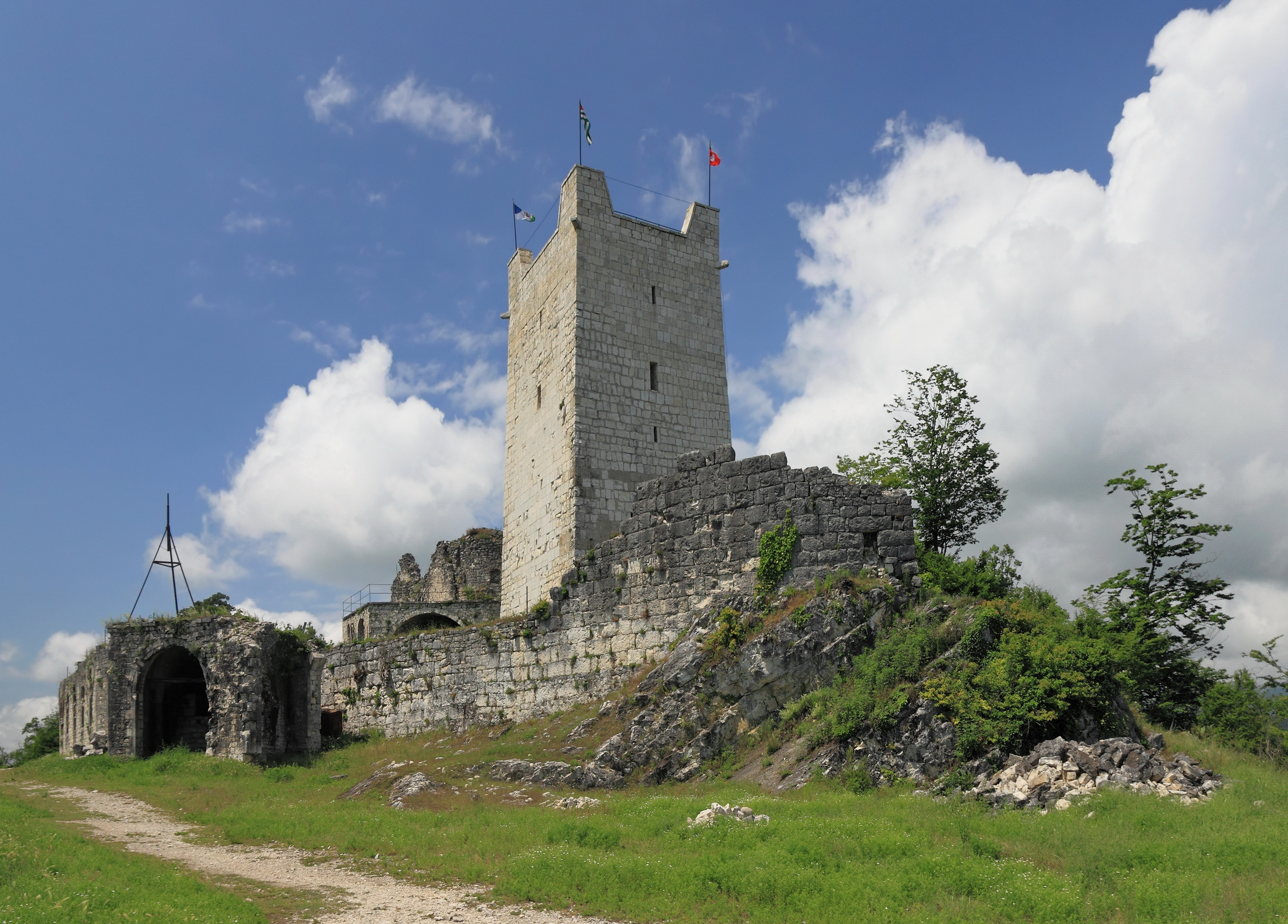
Анакопійська фортеця

У минулому прибережна частина муніципалітету називалася Бзибська Абхазія, одна з семи історичних областей Абхазії, яка підпорядковувалася князям Шервашидзе. До 1917 року територія Ґудаутського муніципалітету входила до складу Сухумського округу Кутаїської губернії. 
1921 року був створений Ґудаутський повіт у складі Соціалістичної Радянської Республіки Абхазія Грузинської РСР. 
У 1940 році був утворений Ґудаутський район в складі Абхазької АРСР Грузинської РСР.
Під час війни 1992-1993 років Ґудаутський район був єдиним, який повністю та постійно контролювала абхазька влада, в Ґудауті знаходилося керівництво самопроголошеної Республіки Абхазія.

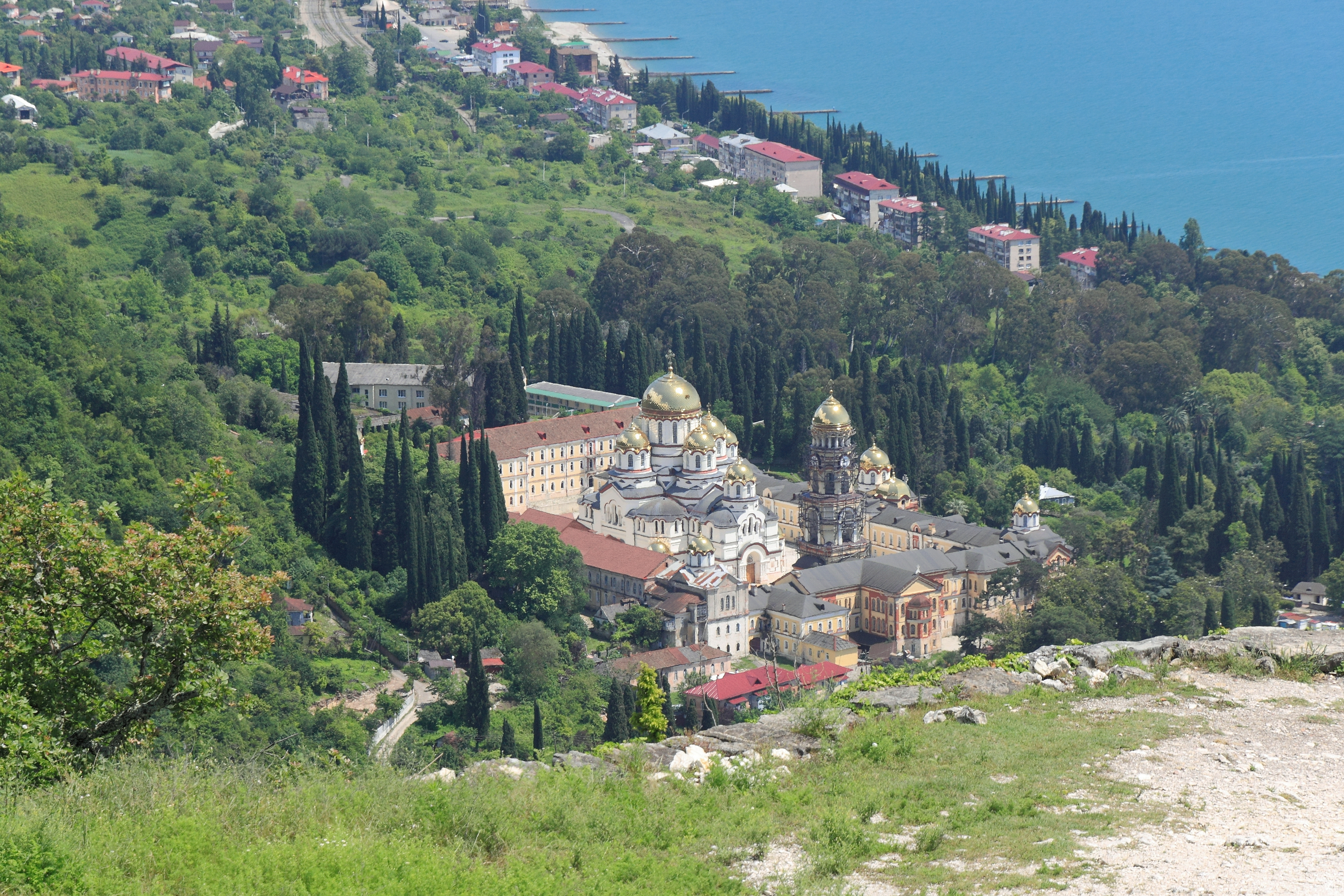
Новоафонський монастир

2006 року Ґудаутський район перейменовано у Ґудаутський муніципалітет.

## Населення
Населення муніципалітету, станом на 1991 рік, становило 59 200 осіб.

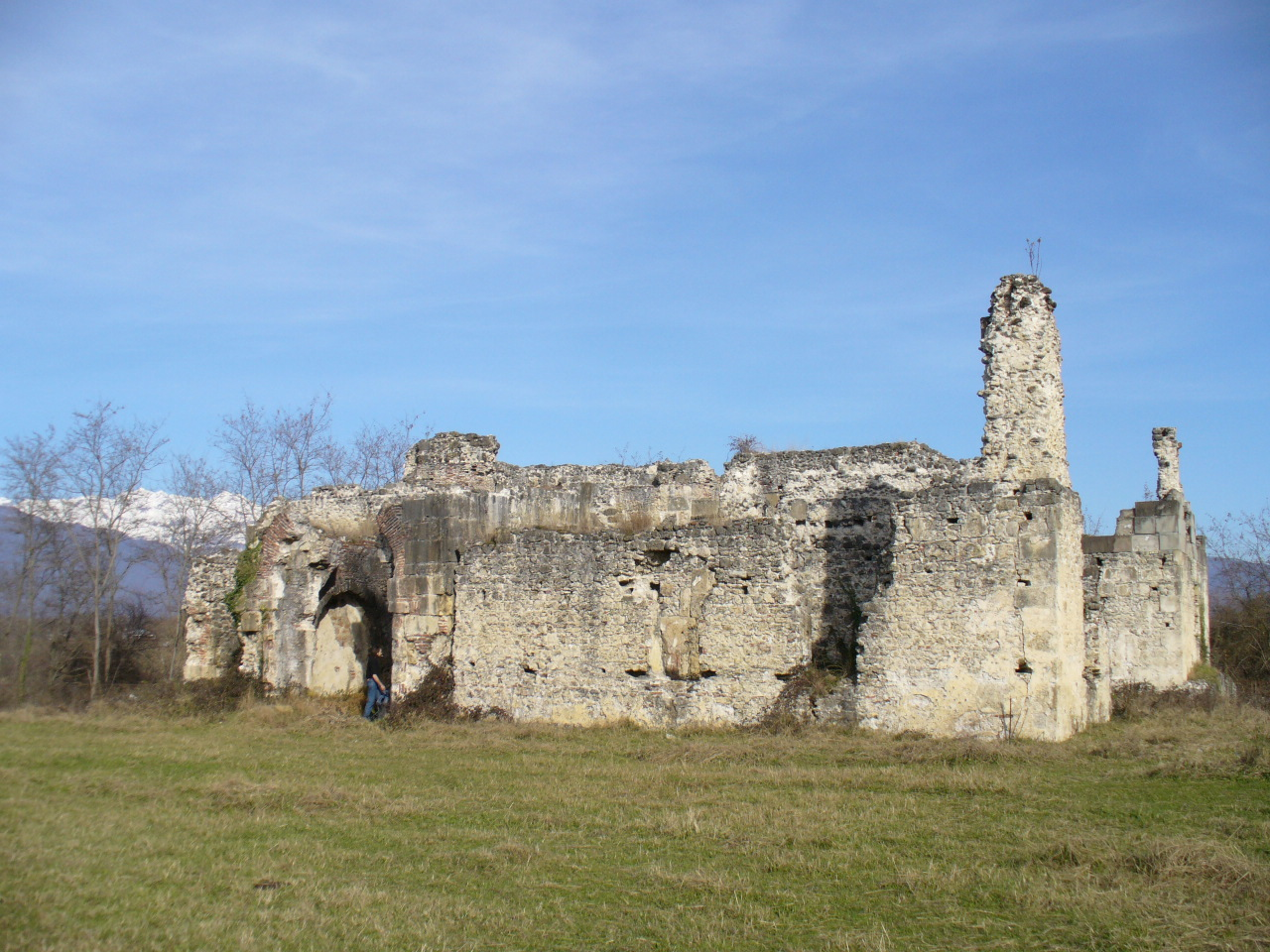
Руїни палацу Шервашидзе у селі Ліхні

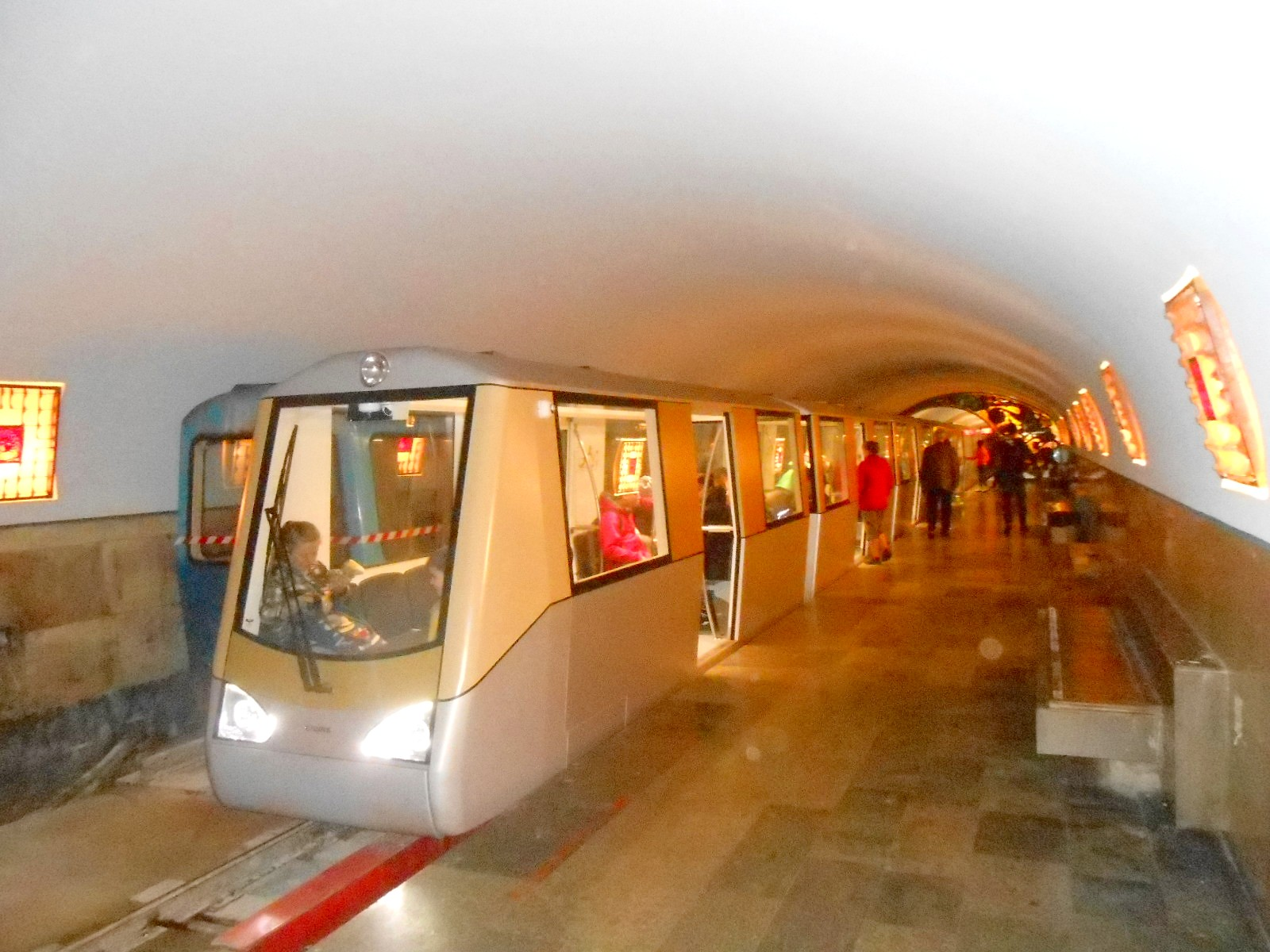
Ахалі-Атонська печерна залізниця

Після війни 1992-1993 років перепис населення в Ґудаутськом муніципалітеті урядом Грузії не проводилася, через те, що територія муніципалітету є фактично занята самопроголошеною державою Республікою Абхазією. 
За переписами самопроголошеної Республіки Абхазія населення муніципалітету істотно зменшилось. Станом на 2017 рік населення муніципалітету налічує 38 112 осіб. На негативну динаміку чисельності населення, насамперед, вплинув збройний конфлікт на початку 1990-их років, коли з Абхазії масово виганяли грузинів.

### Національний склад
Ґудаутський муніципалітет до війни 1992-1993 років був єдиним районом Абхазії, де абхазьке населення переважало. Так становило на 1989 рік абхази становили 53,1% населення району, вірмени — 15,4%, росіяни — 13,5%, грузини — 13,4%, українці — 1,8%, греки — 1,0%, осетини — 0,1%.
Національний склад Ґудаутського району станом на 1989 рік (у %).

## Російська військова база
У 2008 році біля міста Ґудаута була розгорнута 7-ма російська військова база, сформована з підрозділів 131-ї окремої Майкопської мотострілецької бригади. Загальна чисельність російських військ на базі сягає 4 000 осіб.
1 лютого 2009 року 131-ша окрема мотострілецька бригада була переформована у 7-му Краснодарську військову базу.